# بكرآباد (مقاطعة دهغلان)
بكرآباد (بالفارسية: بکرآباد) هي قرية تقع في قسم ايلان الجنوبي الريفي (مقاطعة دهغلان) في إيران. يقدر عدد سكانها بـ 269 نسمة .